# 中国运筹学会
中国运筹学会（英語：Operations Research Society of China），是由中华人民共和国运筹学工作者组成的学术组织，隶属于中国科学技术协会，挂靠单位为中国科学院数学与系统科学研究院。

## 历史沿革
1980年4月，中国数学会运筹学分会建立。1991年4月升格为一级学会，即中国运筹学会。

## 会况
现有专业委员会16个、个人会员1800多人，团体会员30个。

## 历届理事长
- 第一届：华罗庚
- 第二届：越民义
- 第三届：徐光煇
- 第四届：徐光煇
- 第五届：章祥荪
- 第六届：章祥荪
- 第七届：袁亚湘
- 第八届：袁亚湘
- 第九届：胡旭东
- 第十届：胡旭东[3]

## 出版物
期刊：
- 《运筹学学报》
- 《运筹与管理》
- 《Journal of the OR Society of China》

## 颁发奖项
- 中国运筹学会终身成就奖
- 中国运筹学会运筹研究奖
- 中国运筹学会运筹应用奖
- 中国运筹学会青年科技奖